# Acanthagrion truncatum
Acanthagrion truncatum – gatunek ważki z rodziny łątkowatych (Coenagrionidae). Występuje  w  Ameryce Południowej.